# Mescola
Mescola, nell'industria della produzione della gomma, indica il prodotto ottenuto dall'unione dell'elastomero (la gomma propriamente detta) con i vari agenti chimici destinati a stabilizzarla, colorarla e a conferirle le proprietà merceologiche desiderate (le cosiddette "cariche"). Vanno inoltre aggiunti gli ingredienti necessari alla vulcanizzazione della mescola, il processo irreversibile che conferisce alla gomma le proprietà tipiche che la caratterizzano, a partire dall'elasticità.
La mescola viene preparata in un apposito miscelatore chiuso a rotori (compenetranti o tangenziali), noto con il nome commerciale di "Banbury", che ammorbidisce l'elastomero e amalgama agli altri componenti. Il processo avviene generalmente ad una temperatura che in partenza si aggira intorno ai 50 °C (varia in base al tipo di polimero) fino ad arrivare a circa 130 °C che di solito risulta essere la temperatura massima di scarico (ma può variare in funzione dei componenti della mescola). 
Se la temperatura della mescola supera il valore critico, ha inizio il processo di vulcanizzazione che impedisce l'ulteriore lavorazione della mescola. Quando il superamento della temperatura critica è localizzato solamente in qualche punto, si ha il fenomeno noto come scottatura ("scorching" in inglese), che può compromettere ulteriori fasi di lavorazione della mescola stessa.